# Le strade di polvere
Le strade di polvere è un romanzo a sfondo storico e memorialistico di Rosetta Loy, pubblicato nel 1987. Apprezzato dalla critica, Le strade di polvere ha vinto cinque premi letterari.
Il libro è stato tradotto in inglese, olandese, francese, tedesco e svedese.

## Storia editoriale
Il romanzo vinse nel 1988 il Premio Campiello, il Premio Viareggio, il Premio Rapallo Carige per la donna scrittrice e il Premio Catanzaro, mentre nel 1990 ottenne il Premio Montalcino.

## Trama

### IlPidrène ilGiai
Le vicende si svolgono a partire dal 1790 circa, fino al 1860, nel Monferrato, in prevalenza nella casa costruita dal Gran Mastèn e in località vicine poco definite.
Nell'ultimo decennio del XVIII secolo, due giovani fratelli, Pietro e Giuseppe, abitano la casa costruita dal loro padre, personaggio di cui si è persa la memoria del nome, a causa di un incendio che bruciò i registri parrocchiali. La condizione del padre era di particulare, ossia possessore di terre e di bestiame, dunque un contadino agiato con dipendenti. Morto il padre, preceduto dalla madre e da un numero imprecisato di bimbi piccoli, i due fratelli rimasti soli, decidono di prender moglie. Un cugino parla loro di due sorelle di Moncalvo, che ben volentieri si sarebbero trasferite lì: Maria e Matelda. La prima bellissima, la seconda scialba, ma dotata di un gran talento per il ricamo artistico, è in grado di realizzare pianete per sacerdoti.
Avviene che Pietro e Giuseppe si innamorano di Maria, lei sceglie Giuseppe, Pietro parte soldato con Napoleone e per lunghi anni nessuno ha più sue notizie. Giuseppe, per i biondi capelli, è chiamato il Giai (il giallo) e suona il violino. Svagato e inconcludente, lascia andare la terra e intesse con la cognata Matelda un rapporto di silenzi che denota un affiatamento dell'anima. Malato, è da lei assistito fino alla morte e il casto amore dei due sembra racchiuso nell'astuccio del violino che Matelda, ormai chiamata Fantina, si porta in camera per ricordo.
Ma finalmente torna Pietro, detto Pidrèn e poi Sacarlott. Egli sposa Maria e ne ha cinque figli. La serenità sembra tornata, i campi sono ora curati e l'uomo (che ha visto il mondo con Napoleone, dall'Egitto alla Russia) è rispettato da tutti. I suoi figli hanno nomi strani, in memoria di compagni d'armi o generali: Gavriel, Louis Charles (presto detto Luis), Bastianina, Gioachino. Una bimba muore presto, anche Gioachino perde la vita cadendo dal fienile. La piccola Bastianina ha ereditato il talento pittorico dalla zia Fantina, che non vede altro e risparmia per fare della nipote una badessa. Anche il severo padre consente a dar lezioni di disegno alla piccola. Luis studia e Gavriel, vicino ad esser uomo, si perde in un amore per Rosetta, la figlia del fabbro anarchico. E il padre lo caccia di casa.
Tuttavia l'avvicendamento delle generazioni è implacabile: anche il Sacarlott è giunto alla fine e Gavriel non dovrà rimanere lontano a lungo. Le figure di donne si moltiplicano: dalla Rosetta dai capelli rosso-incendio, alla diciottenne Teresina dei Maturlin, bionda come l'oro, che sposa Luis, per morire al primo parto; dalle fantesche e dalle orfane, alla Luison, zia di Maria e di Fantina, che da gran tempo vive con le nipoti da lei allevate. E su tutto il fantasma del Giai e il suono del violino, che ogni tanto qualcuno sente come in sogno.

### Luis e Gavriel
I due fratelli vivono in buona armonia, con le molte donne della famiglia (Maria, la Fantina, la Luison, la loro sorella Bastianina e una ragazzetta chiamata Limasa), e Gavriel persiste nell'amore per la Rosetta, ormai sposa (infedele) di un ricco signore. La Limasa si occupa del piccolo Pietro Giuseppe, figlio di Luis e della giovane Teresina. Il padre vuole che il bimbo sia sempre chiamato con i due nomi, come un signorino, ed infatti la defunta madre era l'ultima di sei sorelle abbienti e pretenziose. Quanto a Bastianina, vive in convento e dipinge quadri che vanno a santuari e chiese e persino dal Papa. Nessuno dubita che realizzerà il sogno di sua zia Fantina di diventare badessa.
Luis è appassionato di balli paesani, come anche il fratello. Il tempo trascorre: annate buone si alternano ad alluvioni e catastrofi di varia natura. Qualcuno si chiede se queste avversità siano il prezzo che Dio esige dai peccatori, che vanno al ballo per poi appartarsi. Ma Luis frequenta anche la casa di una nobile di Braida, impoverita e sorretta dall'ultimogenita, ragazza di dubbia origine. L'intimità tra madre e figlia è molto forte, la patina aristocratica non si deteriora. Così Luis sposa l'Antonia, ultimo frutto di una stirpe illustre, che però sembra la formica nera del proverbio. E Luis, che ha visto la formica nera, sarà molto felice e ne avrà una nidiata di bambini.
Il tempo corre: se ne sono andate la Luison, la Maria e la Fantina, con la discrezione di chi sa di dover cedere il campo ai giovani. è già passata la guerra del 1848-1849, in cui Luis ha combattuto; è passato un decennio e arriva di nuovo l'esercito francese, con un altro Napoleone, il terzo. Pietro Giuseppe, troppo grande rispetto ai fratelli, studia ad Alessandria, ma si mette nei guai con la giustizia. Ne approfitta una zia materna, che reclama il nipote a Genova. Bastianina non esce più dal convento, Limasa non ha più il suo piccino e rimane incinta di un ussaro. Dei figli più giovani uno è ufficiale, una è sposa e madre, un altro muore, la minore si sposa con un nipote del ricco marito della Rosetta, che raggiunge lo scopo di imparentarsi col suo Gavriel.
La casa è ormai vuota, se non fosse per Antonia, Luis e Gavriel, che ogni sera si ripetono come un ritornello: "Andiamo a dormire, è ora di andare". Nessuno ha più sentito il violino del "Giai", da mezzo secolo silente nella custodia divorata dalle tarme.

## Edizioni
- Rosetta Loy, Le strade di polvere, Torino, Einaudi, 1987.
- Rosetta Loy, Le strade di polvere, a cura di Giovanni Tesio, Torino, Einaudi, 1993.
- Rosetta Loy, Le strade di polvere, prefazione di Ernesto Ferrero, Torino, La Stampa, 2003.